# Ragnar Nurkse
Ragnar Nurkse (Käru, 1907 – Vevey, 6 maggio 1959) è stato un economista statunitense di origine estone, precursore dell'economia dello sviluppo.

## Biografia
Alcune fonti biografiche riportano come date di nascita e di morte: Tallinn, 5 giugno 1907 - 6 maggio 1959 mentre altre fonti, più vicine a Nurkse, riportano una diversa data di nascita (5 ottobre 1907, Käru - Raplamaa) nonché il nome del padre (agricoltore), Wilhelm.
La madre, Victoria Clanman-Nurkse (1882–1964) fu nota come insegnante di canto a New York nella comunità estone locale. Inoltre fu eletta come delegato nella terza e quarta Assemblea del Comitato Nazionale Estone negli Stati Uniti.

Proveniente da una famiglia svedese stabilitasi in Estonia ed essendo i suoi genitori insegnanti della scuola del villaggio nell'Estonia occidentale, Victoria Nurkse ebbe un'eccellente formazione: dopo aver terminato le scuole secondarie, si diplomò in canto al conservatorio di Tallinn e continuò gli studi di musica e lingue. Tali dati sono importanti nel non sottovalutare il ruolo di Victoria e la sua influenza sulla formazione del piccolo Ragnar: egli parlava sette lingue, cinque di queste correntemente (la sua lingua materna, lo svedese che era la lingua di sua madre, il tedesco, l'inglese e il francese). Inoltre, era in grado di parlare abbastanza bene anche il russo e l'italiano.

### La formazione universitaria a Tartu
Nel 1926, Ragnar Nurkse, diciannovenne, finì la Domschule, nella quale il tedesco era la lingua di istruzione, con voti eccellenti e per questo, secondo la legge dell'epoca, poté entrare all'università senza esami di ammissione. Lo stesso anno si iscrisse infatti presso la facoltà di legge, dell'Università di Tartu, che gli fornì anche una formazione economica. A tutto il novembre 1929 Nurkse risultava ancora formalmente uno studente iscritto all'Università di Tartu pur avendo sostenuto un unico esame di diritto durante questo periodo, ottenendo il maxime sufficit.
Uno degli eventi più singolari nella vita di Nurkse, alla luce della futura evoluzione professionale dello stesso, fu quando il professor Mikhail Anatolevich Kurtchinsky (1876±1939) lo bocciò all'esame di Economia politica, l'11 settembre 1928.

### L'esperienza scozzese
Nell'Archivio Nazionale di Estonia (Collection 2100, Inventory 10, Unit 160), è documentata la partenza di Ragnar dall'Estonia: in una lettera datata 12 maggio 1929, egli chiedeva al decano della facoltà di legge di posporre gli esami fino all'autunno, perché andava a seguire un corso all'Università di Edimburgo e non poteva interromperlo.
Ma il corso della vita cambiò i suoi progetti originari e fece sì che Nurkse non tornasse più a Tartu: lo stesso anno (1929) si iscrisse all'università di Edimburgo, storico e prestigioso centro di studi economici. Rimase poi a Edimburgo anche perché i suoi genitori erano emigrati in Canada nel 1928.
Si laureò in Economia con voti eccellenti nel 1932.
Nurske si considerava allievo di Sir Frederick Wolff Ogilvie (1893-1949), economista di chiara fama, professore alla Queen's University di Belfast, nonché Direttore generale della BBC.
Tra il 1932 e il 1934, Nurkse vinse una borsa di studio a Vienna e Ginevra.
Nel 1933, scrisse il suo primo articolo Ursachen und Wirkungen der Kapitalbewegungen (Causes and Effects of Capital Movements).
Due anni dopo, l'Austrian Institute for Economic Research pubblicò la sua prima monografia intitolata Internationale Kapitalbewegungen (International Capital Movement's), in cui Nurkse affrontava il tema del collocamento dei movimenti internazionali di capitale nel contesto della teoria economica generale. L'introduzione dell'opera cita la fruttuosa e stretta cooperazione con il professor Gottfried Haberler, il quale, negli anni successivi, (nel 1961) fu uno dei redattori dei saggi economici di Ragnar Nurkse, Equilibrium and Growth in the World Economy.

### Il periodo viennese
A Vienna, Nurkse incontrò Haberler, oltre che altri economisti della scuola austriaca come Ludwig von Mises, August Friedrich von Hayek, Fritz Machlup,  Oskar Morgenstern ed altri, che indubbiamente influenzarono la sua ideologia economica. Il professor Haberler etichettò come pre-keynesiana la ricerca del Nurkse pubblicata durante il periodo viennese.
Più tardi, anche altri rappresentanti della Scuola austriaca sostennero che le idee propugnate dalla scuola erano state assorbite nel filone keynesiano.
Nella prefazione alla monografia "Internationale Kapitalbewegungen", Nurske cita la ricerca di Bertil Ohlin (Premio Nobel per l'economia nel 1977) come spunto per le sue teorie.

### La vicenda della Lega delle Nazioni
Mentre era a Vienna, forte delle referenze fornite dall'esperienza scozzese, Nurkse (ventisettenne) fece domanda per un lavoro nel neonato Segretariato della (Lega delle Nazioni) a Ginevra. Sarebbe stato uno dei pochissimi impiegati estoni della Lega e certamente l'unico cittadino estone nel Segretariato.

Il 24 gennaio 1934, il Segretario generale di allora (Joseph Avenol) gli inviò una proposta di contratto a tempo determinato per un anno, per la cifra complessiva di 11,400 franchi svizzeri.

Trascorso il periodo di prova di sei mesi, a Nurske fu offerto un contratto a lungo termine per altri sette anni, ma c'era un problema: Nurske non aveva fatto il servizio militare in patria, e questa era invece una condizione indispensabile per poter prestare servizio nella Lega delle Nazioni.

Iniziò uno scambio epistolare tra il Ministero della Difesa e il Ministero degli esteri, documentato nell'Archivio Nazionale Estone.
- 11 maggio 1935: il Ministro della difesa (generale Paul Lill) scriveva al ministro degli esteri Julius Seljamaa, rimproverandolo di aver assunto un funzionario estone che non aveva completato il servizio militare obbligatorio.
- 21 maggio 1935: il Ministro degli esteri rispondeva che nessun governo può disporre dei funzionari del Segretariato della Lega, e che Nurske era stato assunto per il suo curriculum e le sue caratteristiche personali eccezionali e quindi non poteva essere sostituito.

La volontà del Ministro degli esteri prevalse, e Nurkse continuò il suo lavoro protetto dalle immunità diplomatiche che gli concesse lo stesso Ministro su proposta di Alexander Loveday (capo della Sezione Finanziaria ed Economica della Lega).

Nell'agosto del 1937, Joseph Avenol, Segretario generale della Lega visitò l'Estonia e Nurske venne invitato ad accompagnare la delegazione.

### Il periodo bellico
Nurkse continuò a lavorare per la Lega anche dopo che l'organizzazione sospese l'attività a causa della seconda guerra mondiale. A Princeton pubblicò una ricerca monmto significativa, gli S.U.A. La sua ricerca più significativa nella finanza internazionale è stata fatta in Princeton: International Currency Experience: Lesson of inter-war period, che parlava del controllo dell'inflazione in tempo di guerra. Il testo analizza lo sviluppo dei sistemi monetari fra le due guerre mondiali, ed è stato considerato dal professore svedese Erik Lundberg la "ricerca migliore del periodo inter-bellico".

Inoltre, il professor Harold James Archiviato il 4 febbraio 2007 in Internet Archive. dell'Università di Princeton ha confermato tali conclusioni: La ricerca Ragnar Nurkse, con la sua critica dei tassi di cambio ha lanciato la discussione eterna sulle correzioni al cambio.

Dopo il termine delle attività della Lega delle nazioni nel 1946, Ragnar Nurkse ha lavorato ancora per un po' presso l'Organizzazione delle Nazioni Unite.

## La carriera accademica
Nel 1947, fu nominato Professore alla Columbia University, dove lavorò fino alla fine della sua vita. Gli fu offerta una posizione nel Fondo Monetario Internazionale, di recente istituzione, ma egli preferì la carriera accademica. Alla Columbia University, Nurkse continuò le sue ricerche di economia internazionale, tenendo conferenze in molte Università europee.
Nell'anno accademico 1954–1955, insegnò anche all'Università di Oxford.

## La teoria dell'economia dello sviluppo
Ragnar Nurkse per tutta la vita si impegnò ad elaborare due teorie connesse: quella dello sviluppo economico, e la teoria dello sviluppo equilibrato. Su questi argomenti tenne conferenze e seminari (nonostante fosse estremamente timido e modesto) nelle Università sudamericane, turche, egiziane, cui partecipava sempre un pubblico numerosissimo, e sintetizzò le sue conclusioni nelle pagine del suo libro (che diventerà un classico) Problems of Capital Formation in Underdeveloped Countries (La formazione del capitale nei Paesi sottosviluppati). Questa monografia fu tradotta in spagnolo, portoghese e giapponese. La prefazione è stata scritta da un suo compatriota estone, esperto di finanza internazionale, il professor Nikolai Köstner (1889-1959), capo del Dipartimento di Ricerche per la banca nazionale egiziana.
Nurkse inoltre si impose per la sua teoria dell'equilibrato sviluppo, non facendo mistero della sua avversione per la progettazione centrale.
Un giornale estone di New York (Vaba Eesti Sõna, cioè Free Estonian Word) disse di lui: «Il prof. Nurske non è magnificato solo dai suoi allievi ma è anche riconosciuto dalla comunità internazionale come economista eccezionale. È evidente che ci sarà un motivo per tale fama internazionale, un motivo che lo differenzia dagli altri ricercatori: la conoscenza approfondita della teoria economica internazionale, le idee originali, una limpida visione dei problemi e una prognosi costruttiva che caratterizza la sua logica. Per ultimo, la sua personalità affascinante».
Nel 1959, Ragnar Nurkse fu nominato Professore di Economia e direttore del Dipartimento di Scienza delle Finanze a Princeton ma è morto prima di accettare questo nuovo incarico. Nell'aprile 1959, poco prima di morire, Nurkse fu invitato a Stoccolma per effettuare la commemorazione delle Letture di Wicksell.

La riuscitissima carriera accademica di Ragnar Nurkse si concluse improvvisamente. Il 6 maggio 1959, tornando da Stoccolma, fece una passeggiata sul Mont-Pèlerin, vicino al lago di Ginevra, ed ebbe un attacco di cuore. Fu sepolto nel cimitero della vicina città di Vevey.

## Opere
- The Schematic Representation of the Structure of Production, 1934, Review of Economic Studies
- Conditions of International Monetary Equilibrium, 1945.
- Domestic and International Equilibrium, The New Economics, ed. Seymour E. Harris, New York 1947
- International Monetary Policy and the Search for Economic Stability, American Economic Review. Papers and Proceedings, 1947
- Problems of Capital-Formation in Underdeveloped Countries, 1953, Oxford University press
- Patterns of Trade and Development, Wicksell Lectures, Stockholm, 1959.
- Equilibrium and Growth in the World Economy, in Economic Essays by Ragnar Nurkse (1961), Cambridge
- Trade and Development. Rainer Kattel, Jan A. Kregel and Erik S. Reinert, eds. London – New York: Anthem, 2009. (ISBN 1843317877) Collection of all key works by Nurkse.